# Franz Xaver Engelhart

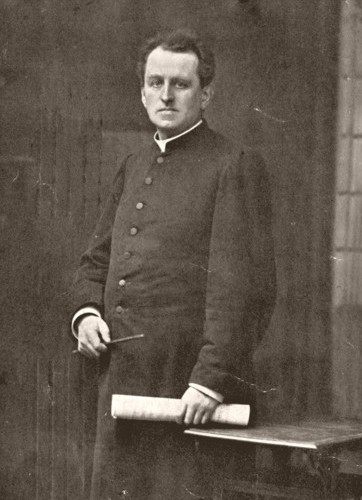
F. X. Engelhart

Franz Xaver Engelhart (* 4. März 1861 in Geiselhöring; † 14. Juli 1924 in Regensburg) war ein deutscher katholischer Priester, Kirchenmusiker, Chorleiter und Komponist.

## Leben
Engelhart besuchte zunächst die Volksschule in Geiselhöring, und später von 1872 bis 1882 das Alte Gymnasium am Ägidienplatz in Regensburg, die Vorläuferschule des Albertus-Magnus-Gymnasiums. 
Von 1882 bis 1887 studierte er am Lyzeum des ehemaligen Jesuitengymnasium St. Paul, aus dem später die Philosophisch-theologische Hochschule Regensburg hervorging, Theologie. Am 3. Juli 1887 empfing er die Priesterweihe. Von 1887 bis 1889 wirkte er als Kooperator in Furth im Wald, von 1889 als 1891 Kurat in Regensburg-Karthaus.
Von 1891 bis zu seinem Tod 1924 leitete er als Domkapellmeister am Regensburger Dom die Regensburger Domspatzen, mit denen er die erste größere Konzertreise nach Prag unternahm. Von 1903 an war er ferner Diözesanpräses des Allgemeinen Cäcilienverbandes des Bistums Regensburg.

## Wirken als Domkapellmeister
Franz Xaver Engelhart war es zu verdanken, dass der Regensburger Domchor weit über Regensburg hinaus bekannt wurde und heute noch weltweit großes Ansehen genießt. Von anfangs 24 Sängerknaben erweiterte er den Chor und nahm auch Männerstimmen aus dem Priesterseminar auf.
Die Erlaubnis, bei einem weltlichen Konzert außerhalb des Regensburger Doms zu singen, erhielt der Domchor ein Jahr nach seiner Amtsübernahme. Einen Höhepunkt dieser weltlichen Auftritte bildeten die Vorträge des Domchors beim „Zweiten Bayerischen Musikfest“ zu Pfingsten 1904 in Regensburg (u. a. eine Messe von Orlando di Lasso). Im Jahr 1910 unternahm der Domchor unter seiner Leitung seine erste Auslandsreise nach Prag.
Engelhart engagierte sich auch für den Ersatz der 13-registrigen Heinssen-Orgel, welche nach der Purifizierung des Doms 1839 als Chororgel und zugleich als Hauptorgel hinter dem Silberaltar eingebaut wurde. Da er in diesem Bereich mehr Platz für den Domchor benötigte, propagierte er ein größeres Instrument mit zwei Gehäuseteilen, aufgebaut rechts und links neben dem Hochaltar mit den Prospekten nach innen. Alle damaligen Bemühungen mündeten schließlich in den Neubau eines 25-registrigen Werkes im Jahre 1905 am selben Standort durch die Firma Siemann, welche die klangliche Situation etwas besserte, ohne den ursprünglichen Standort aufzugeben. Eine deutlich weiter entwickelte, repräsentative Lösung der Orgelsituation konnte erst 2009 verwirklicht werden.

## Kompositorisches Werk
Von seinen 102 kirchenmusikalischen Werken sind nur noch wenige, und diese nur selten zu hören. Man glaubte, sie seien zu sentimental. Dabei waren viele seiner Lieder in den 1930er bis 1950er Jahren geradezu zu Volksliedern geworden. Die Marienlieder Hell leuchtet ein Sternlein, Wenn ich ein Glöcklein wär und Maria Rosenkranzkönigin wurden in Maiandachten jener Zeit gerne gesungen. Seine weltlichen Kompositionen waren durch feinen Humor gekennzeichnet. Vor allem sein Dampfnudl-Lied (op. 36,1) war damals sehr bekannt.
Zu den bekanntesten von Engelhart komponierten Liedern zählen Wenn ich ein Glöcklein wär’ oder Das Ave-Maria-Glöcklein.

## Diskografie (Auswahl)
- Spatzen-Quartett Regensburg: Die Dampfnudl (Maxi-CD), 1999

Das Dampfnudl-Lied ist auch auf zwei anderen CDs des Spatzen-Quartetts enthalten (… nimm mein Herz mit auf die Reise und Das Fest der Bayern). Auf letzterer findet sich außerdem Engelharts Speisekartenmarsch (op. 44).
Auch das Renner Ensemble Regensburg hat das Dampfnudl-Lied auf einem Album veröffentlicht.

## Ehrungen
In Geiselhöring und in Regensburg im Stadtteil Innerer Westen sind Straßen nach ihm benannt.